# 昂蓬维尔
昂蓬维尔（法語：Amponville，法語發音：[ɑ̃pɔ̃vil] ⓘ）是法国塞纳-马恩省的一个市镇，属于枫丹白露区。

## 地理
昂蓬维尔（48°16'44"N, 2°31'47"E）面积12.3 平方千米，位于法国法蘭西島大區塞纳-马恩省，该省份为法国北部内陆省份，北起瓦兹省，西接埃松省、马恩河谷省、塞纳-圣但尼省和瓦兹河谷省，南至卢瓦雷省，东南接约讷省，东临马恩省和奥布省，东北接埃纳省。
与昂蓬维尔接壤的市镇（或旧市镇、城区）包括：吕蒙、布瓦西欧卡耶、比捷、拉沙佩勒拉雷讷、弗罗蒙、盖尔舍维尔、拉尔尚。

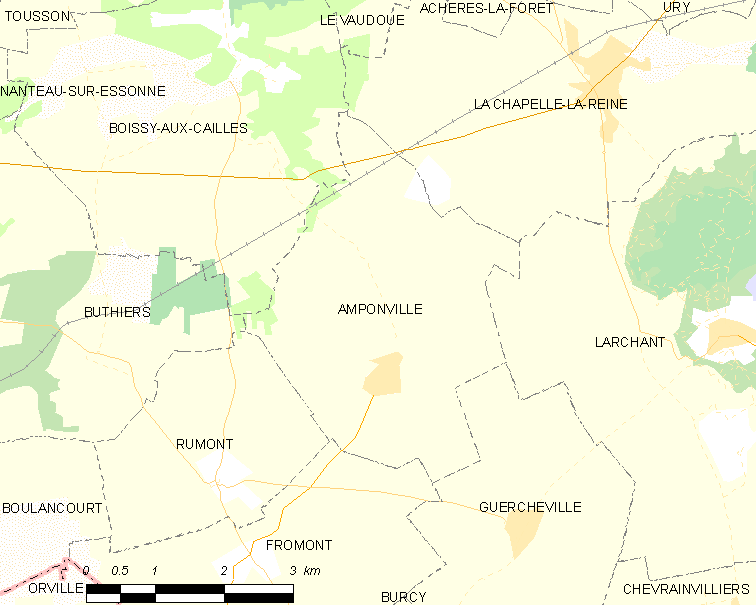
昂蓬维尔的OSM定位图

昂蓬维尔的时区为UTC+01:00、UTC+02:00（夏令时）。

## 行政
昂蓬维尔的邮政编码为77760，INSEE市镇编码为77003。

## 政治
昂蓬维尔所属的省级选区为枫丹白露县。

## 人口

1962-2008年间昂蓬维尔人口变化图示

昂蓬维尔于2022年1月1日时的人口数量为351人。